# Piet Steenkamp
Petrus Antonius Josephus Maria (Piet) Steenkamp (Uithoorn, 8 maart 1925 – Eindhoven, 8 januari 2016) was een Nederlands politicus en hoogleraar. Steenkamp wordt beschouwd als de 'geestelijk vader' van het Christen-Democratisch Appèl (CDA) en was de enige voorzitter van het federatieve CDA, vanaf 1973 tot en met 1980. Hij was 34 jaar lid van de Eerste Kamer, waarvan ruim zeven jaar als voorzitter.

## Biografie
Steenkamp werd geboren als de oudste zoon van de Uithoornse conservenfabrikant Thomas Steenkamp (1898-1969) en Geertruida Cornelia Maria Rietveld (1894-1981). De latere kardinaal De Jong was een huisvriend van zijn ouders. Steenkamp wilde toen hij jong was priester worden. Hij volgde de middelbare school aan het St. Ignatiusgymnasium van de paters jezuïeten in Amsterdam. Uiteindelijk besloot hij economie te gaan studeren aan de Katholieke Hogeschool Tilburg. Zijn hoofdvak was sociale economie. In 1951 promoveerde hij in de economische wetenschappen in Tilburg op het proefschrift 'De gedachte der bedrijfsorganisatie in protestants-christelijke kring'. Zijn vader stuurde hem vervolgens naar België om ervaring op te doen in een vleesfabriek. Van 1949 tot 1954 was Steenkamp bedrijfs-economisch medewerker in de fabriek van zijn vader, de N.V. Uithoornse Bacon- en Conservenfabriek "De Hoorn". Van deze onderneming was hij vervolgens tot 1 september 1966 lid van de Raad van Bestuur. Hij introduceerde in de fabriek winstdeling en inspraak voor het personeel.
Van 1 september 1960 tot 1 september 1966 was hij eerst buitengewoon hoogleraar en later 'gewoon' hoogleraar sociaal recht aan de Technische Hogeschool Eindhoven (vanaf half jaren tachtig Technische Universiteit Eindhoven). Steenkamp leidde vervolgens ook het Pastoraal Concilie van de Nederlandse Kerkprovincie over de vernieuwing van de Nederlandse Katholieke Kerk, na het Tweede Vaticaans Concilie. Hij werd geïnspireerd door onder andere de leer van apostel Paulus, paus Johannes XXIII en de priester-sociaal voorman Alfons Ariëns.
Daarna was Steenkamp 34 jaar lid van de Eerste Kamer, van 22 juni 1965 tot 8 juni 1999. Eerst namens de Katholieke Volkspartij (KVP) en later namens het CDA. In de jaren zestig was zijn bijnaam 'Rooie Piet', vanwege zijn voorkeur om de KVP te laten samenwerken met de socialistische Partij van de Arbeid (PvdA). "Als Den Uyl de deur op een kier zet, kruip ik er door", over de PvdA-voorman, is een van zijn bekendste uitspraken. Hij was voorzitter van de Eerste Kamer van 13 september 1983 tot 11 juni 1991. Als enige van zijn fractie stemde hij in 1969 tegen het wetsontwerp Algemene Pensioenwet Politieke Ambtsdragers en in 1990 was hij de enige van zijn partij die tegen het wetsvoorstel inzake de OV-studentenkaart stemde. Voor de KVP was hij in de Eerste Kamer woordvoerder sociale zaken. Toen hij namens het CDA Eerste Kamerlid was, hield hij zich vooral bezig met buitenlandse zaken.
Op verzoek van toenmalig KVP-voorzitter Fons van der Stee vroeg Steenkamp in 1969 aan zijn collega-hoogleraar Dries van Agt of die deel wilde gaan uitmaken van een commissie die het verkiezingsprogramma zou gaan schrijven. Steenkamp was voorzitter van die commissie en raakte erg onder de indruk van Van Agt. Hij adviseerde de partij hem als minister van Justitie op te nemen in een volgend kabinet. Van Agt werd inderdaad minister van Justitie en uiteindelijk drie keer minister-president.
In 1971 stond Steenkamp als informateur aan de wieg van het kabinet-Biesheuvel I. Ook tijdens de formatie van 1982 was hij informateur, ditmaal van wat uiteindelijk het kabinet-Van Agt III zou worden.
Steenkamp heeft zich altijd sterk gemaakt voor de fusie van de Anti-Revolutionaire Partij (ARP), de Christelijk-Historische Unie (CHU) en de KVP. Al in 1967 was hij lid van de 'Groep van Achttien', die zich daarvoor inzette. Dankzij Steenkamp kwam het CDA in 1980 uit de fusie tot stand. Als eerste voorzitter (vanaf 23 juni 1973) van het - toen nog federatieve - CDA rondde hij de fusie af. Hij trad op 11 oktober 1980 af nadat de fusie een feit was.
Steenkamp weigerde in november 1966 tijdens de formatie-Schmelzer de functie van minister van Sociale en/of Economische Zaken. Evenmin wilde hij in 1967 minister van Sociale Zaken en Volksgezondheid worden. Ook in 1971 bleef hij weigeren om aan te treden als minister, hoewel hij toen even heel erg twijfelde.
Steenkamp hield in de jaren zeventig - volgens de opgave van zijn echtgenote - 980 spreekbeurten in het land over de wenselijkheid van een fusie. Hij was bijzonder populair bij de achterban van de drie moederpartijen KVP, ARP en CHU en stond bekend om zijn grote communicatieve vaardigheden. Vanwege zijn onmisbare rol bij de totstandkoming van het CDA werd hij op 11 oktober 1980 tot erevoorzitter benoemd. Het opleidingsinstituut van het CDA is naar hem vernoemd, alsmede de jaarlijkse lezing die de partij rond de fusiedatum 11 oktober organiseert.
Op 8 januari 2016 overleed Steenkamp op 90-jarige leeftijd en op 12 januari werd hij in besloten kring begraven op de begraafplaats bij de Sint-Petruskerk in Eindhoven. De Eerste Kamer herdacht hem in haar vergadering van 26 januari 2016.

## Andere belangrijke politieke functies
- Lid KVP-partijbestuur (1959 tot juni 1962)
- Plaatsvervangend voorzitter vaste commissie Sociale Zaken in de Eerste Kamer (12 december 1967 tot 24 augustus 1971)
- Voorzitter vaste commissie Buitenlandse Zaken in de Eerste Kamer (23 juni 1981 tot 13 september 1983)
- Plaatsvervangend voorzitter vaste commissie Buitenlandse Zaken in de Eerste Kamer (25 juni 1991 tot 8 juni 1999)

## Lidmaatschappen Raden van Commissarissen
Tijdens zijn leven was Steenkamp lid en voorzitter van diverse Raden van Commissarissen, waaronder:
- KLM (mei 1964 - 1997)
- N.V. CSM (tot februari 1997)
- N.V. Grontmij. (circa oktober 1983 - 1997)
- N.V. NMB Postbank Groep (oktober 1989 - 1995)
- ICL Nederland, voorzitter (mei 1990 - 1995)
- ING (1991 - 1996)
- F. van Lanschot Bankiers N.V.
- N.V. Koninklijke Nederlandse Papierfabriek
- Vissers Wegenbouw, voorzitter

## Onderscheidingen
- Ridder in de Orde van de Nederlandse Leeuw (april 1976)
- Commandeur in de Orde van Oranje-Nassau (29 april 1985, vanwege twintigjarig Eerste Kamerlidmaatschap)
- Commandeur in de Orde van de Nederlandse Leeuw (24 augustus 1990)
- Grootkruis Orde van Verdienste van Frankrijk
- Grootkruis Orde van Verdienste van Duitsland

## Privé
Steenkamp trouwde op 12 oktober 1950 met Constance Marie Thérèse Nolet (1927-2008), dochter van de Boxmeerse burgemeester Jozef Nolet (1896-1966), lid van de familie Nolet en Anna Maria Elisabeth Caroline Antonia Fackeldey (1897-1972). Het echtpaar kreeg drie zonen. Hun oudste zoon Thomas, net als zijn vader CDA-politicus, werd burgemeester; hun jongste zoon Jan-Benedict is hoogleraar aan de Universiteit van North Carolina te Chapel Hill.
- Biografisch Portaal: 04426439
- Digitale Bibliotheek voor de Nederlandse Letteren: stee210
- Gemeinsame Normdatei: 1237048699
- International Standard Name Identifier: 0000 0000 2179 5421
- Library of Congress Control Number: n79145794
- Nederlandse Thesaurus van Auteursnamen: 069029296
- Parlement.com: vg09ll9ar8zy
- Virtual International Authority File: 1080149108436368780000